# India Song
India Song je francouzský dramatický film z roku 1975, který režírovala Marguerite Durasová podle vlastního scénáře. Snímek měl světovou premiéru na filmovém festivalu v Cannes.

## Děj
Kalkata v roce 1937. Je monzunové období a v zemi se šíří lepra. Anne-Marie Stretterová žije na francouzské ambasádě v centru Kalkaty a je sedmnáct let vdaná za francouzského velvyslance v Indii. Otec Anne-Marie Stretterové je Francouz, její matka pochází z Benátek, kde Anne-Marie, tehdy známá jako Ana-Maria Guardi, vyrostla a začala kariéru hudebnice. Když v 18 letech vstoupila do prvního manželství, vzdala se hudebních ambicí. Její manžel pracoval jako koloniální úředník a odjel s ní do Savannakhetu v Laosu, kde to Anne-Marie nesnášela. Když velvyslanec Stretter kontroloval pozice na Mekongu, seznámili se  a následovalo druhé manželství a sedmnáct let v různých asijských metropolích, než se pár dostal do Kalkaty.
Mezitím Anne-Marie navázala vztah s podnikatelem Michaelem Richardsonem. Velvyslanci její milenecký poměr nevadí. Život se vyznačuje monotónností a nudou a monzun znemožňuje jakékoli venkovní rozptýlení. Anne-Marie a její manžel uspořádají recepci na ambasádě, které se účastní rakouský velvyslanec a také vicekonzul. Ten byl za trest převelen do Kalkaty poté, co v Láhauru zastřelil malomocné a také se sám postřelil. Na recepci se do Anne-Marie zamiluje. Další den Anne-Marie, Michael Richardson, rakouský velvyslanec, Georges Crawn, dobrý přítel Anne-Marie cestují na ostrovy v deltě, kde se nachází velvyslancova vila. Vicekonzul přijde samostatně a následuje skupinu do hotelu, kde povečeří. Anne-Marie a Michael Richardson, unavení zahálkou, se v minulosti společně pokusili o sebevraždu. Od té doby uzavřeli dohodu, že jeden druhému nebudou bránit v sebevraždě. Skupina nechává Anne-Marie Stretterovou večer samotnou. Noc tráví na lavičce v parku, ráno se její večerní kabát najde na pláži.

## Obsazení
| Delphine Seyrig  | Anne-Marie Stretter  |
| Michael Lonsdale | vicekonzul z Lahore  |
| Mathieu Carrière | rakouský velvyslanec |
| Claude Mann      | Michael Richardson   |
| Vernon Dobtcheff | Georges Crawn        |
| Didier Flamand   | mladý host           |
| Claude Juan      | sloužící             |

## Ocenění
- Étoile de Cristal: vítěz v kategorii nejlepší film
- César: nominace v kategoriích nejlepší herečka, nejlepší filmová hudba a nejlepší zvuk (Michel Vionnet).